# Flint Generals
Flint Generals byl profesionální americký klub ledního hokeje, který sídlil ve Flintu ve státě Michigan. V letech 2007–2010 působil v profesionální soutěži International Hockey League. Před vstupem do IHL působil v United Hockey League. Generals ve své poslední sezóně v IHL skončily ve finále play-off. Své domácí zápasy odehrával v hale Dort Federal Credit Union Event Center s kapacitou 4 021 diváků. Klubové barvy byly modrá a zlatá.

## Úspěchy
- Vítěz Colonial Cupu ( 2× )
  - 1995/96, 1999/00

## Přehled ligové účasti
Zdroj: 
- 1993–1997: Colonial Hockey League (Východní divize)
- 1997–1998: United Hockey League (Východní divize)
- 1998–2000: United Hockey League (Centrální divize)
- 2000–2001: United Hockey League (Severozápadní divize)
- 2001–2002: United Hockey League (Západní divize)
- 2002–2003: United Hockey League (Východní divize)
- 2004–2006: United Hockey League (Centrální divize)
- 2006–2007: United Hockey League (Východní divize)
- 2007–2010: International Hockey League